# 君をつれて (石井竜也の曲)
「君をつれて」（きみをつれて）は、2002年9月26日に発売された石井竜也の12枚目のシングル。

## 解説
「コ・ウ・カ・イ」から僅か3週間後、同月内に初めて2枚のシングルが発売された。『天空の城ラピュタ』DVD化キャンペーンテーマソング。表題曲は同映画の主題歌「君をのせて」のアンサーソング。映画のエンディングから16年を経た主人公・パズーの視点で作詞。カップリングには「君をのせて」のカヴァー。

## 収録曲
作曲：久石譲　編曲：光田健一
1. 君をつれて
作詞：石井竜也
2. 君をのせて
作詞：宮崎駿

## 収録アルバム
| 曲名       | 収録アルバム            | 発売日         | 備考                                                    |
| ---------- | ----------------------- | -------------- | ------------------------------------------------------- |
| 君をつれて | 『石 〜Best of Best〜』 | 2005年10月12日 | 1stベスト・アルバム                                     |
| 君をのせて | 『nipops』              | 2003年4月23日  | 6thオリジナル・アルバム（『nipops version』として収録） |